# Short track na Zimowych Igrzyskach Olimpijskich 2018 – 1000 m kobiet
Bieg na 1000 m kobiet rozgrywany w ramach short tracku na Zimowych Igrzyskach Olimpijskich 2018 odbył się w dniach 20 - 22 lutego w Gangneung Ice Arena w Gangneung.
Mistrzynią olimpijską została Holenderka Suzanne Schulting, na drugim miejscu podium stanęła Kanadyjka Kim Boutin, a brąz wywalczyła z Arianna Fontana Włoch.
Jedyna startująca Polka - Magdalena Warakomska - odpadła w ćwierćfinale i została sklasyfikowana na 12 miejscu.

## Terminarz
| Data      | Konkurencja  | Godzina rozpoczęcia | Godzina rozpoczęcia |
| Data      | Konkurencja  | UTC+09:00           | CET                 |
| --------- | ------------ | ------------------- | ------------------- |
| 20 lutego | Eliminacje   | 19:00               | 11:00               |
| 22 lutego | Ćwierćfinały | 19:14               | 11:14               |
| 22 lutego | Półfinały    | 19:51               | 11:51               |
| 22 lutego | Finał        | 20:26               | 12:26               |

## Wyniki

### Eliminacje
| Miejsce | Grupa | Zawodniczka                | Reprezentacja                | Czas     | Uwagi |
| ------- | ----- | -------------------------- | ---------------------------- | -------- | ----- |
| 1.      | 1     | Shim Suk-hee               | Korea Południowa             | 1:34,940 | Q     |
| 2.      | 1     | Véronique Pierron          | Francja                      | 1:35,299 | Q     |
| 3.      | 1     | Bianca Walter              | Niemcy                       | 1:36,128 | ADV   |
| -       | 1     | Han Yutong                 | Chińska Republika Ludowa     |          | DSQ   |
| 1.      | 2     | Choi Min-jeong             | Korea Południowa             | 1:31,190 | Q     |
| 2.      | 2     | Qu Chunyu                  | Chińska Republika Ludowa     | 1:31,279 | Q     |
| 3.      | 2     | Anastasija Krestowa        | Kazachstan                   | 1:31,557 |       |
| -       | 2     | Deanna Lockett             | Australia                    |          | DSQ   |
| 1.      | 3     | Suzanne Schulting          | Holandia                     | 1:29,519 | Q     |
| 2.      | 3     | Jekatierina Jefriemienkowa | Olimpijscy sportowcy z Rosji | 1:29,598 | Q     |
| 3.      | 3     | Kim Iong-a                 | Kazachstan                   | 1:29,703 |       |
| 4.      | 3     | Petra Jászapáti            | Węgry                        | 1:29,838 |       |
| 1.      | 4     | Arianna Fontana            | Włochy                       | 1:30,676 | Q     |
| 2.      | 4     | Valérie Maltais            | Kanada                       | 1:30,773 | Q     |
| 3.      | 4     | Jessica Kooreman           | Stany Zjednoczone            | 1:31,657 |       |
| 4.      | 4     | Kathryn Thomson            | Wielka Brytania              | 1:32,150 |       |
| 1.      | 5     | Lara van Ruijven           | Holandia                     | 1:30,896 | Q     |
| 2.      | 5     | Magdalena Warakomska       | Polska                       | 1:31,259 | Q     |
| 3.      | 5     | Andrea Keszler             | Węgry                        | 1:31,446 | ADV   |
| -       | 5     | Elise Christie             | Wielka Brytania              |          | YC    |
| 1.      | 6     | Li Jinyu                   | Chińska Republika Ludowa     | 1:32,335 | Q     |
| 2.      | 6     | Yara van Kerkhof           | Holandia                     | 1:43,364 | Q     |
| -       | 6     | Sofia Prosfirnowa          | Olimpijscy sportowcy z Rosji |          | DSQ   |
| -       | 6     | Anna Seidel                | Niemcy                       |          | DSQ   |
| 1.      | 7     | Kim A-lang                 | Korea Południowa             | 1:30,459 | Q     |
| 2.      | 7     | Marianne St-Gelais         | Kanada                       | 1:30,512 | Q     |
| 3.      | 7     | Sumire Kikuchi             | Japonia                      | 1:30,970 |       |
| -       | 7     | Lana Gehring               | Stany Zjednoczone            |          | DSQ   |
| 1.      | 8     | Kim Boutin                 | Kanada                       | 1:32,402 | Q     |
| 2.      | 8     | Hitomi Saito               | Japonia                      | 1:32,457 | Q     |
| 3.      | 8     | Charlotte Gilmartin        | Wielka Brytania              | 1:32,899 |       |
| 4.      | 8     | Cynthia Mascitto           | Włochy                       | 1:32,926 |       |

### Ćwierćfinały
| Miejsce | Grupa | Zawodniczka                | Reprezentacja                | Czas     | Uwagi |
| ------- | ----- | -------------------------- | ---------------------------- | -------- | ----- |
| 1.      | 1     | Kim Boutin                 | Kanada                       | 1:30,013 | Q     |
| 2.      | 1     | Kim A-lang                 | Korea Południowa             | 1:30,137 | Q     |
| 3.      | 1     | Marianne St-Gelais         | Kanada                       | 1:30,180 |       |
| 4.      | 1     | Véronique Pierron          | Francja                      | 1:30,323 |       |
| 5.      | 1     | Bianca Walter              | Niemcy                       | 1:31,085 |       |
| 1.      | 2     | Arianna Fontana            | Włochy                       | 1:30,074 | Q     |
| 2.      | 2     | Valérie Maltais            | Kanada                       | 1:30,131 | Q     |
| 3.      | 2     | Li Jinyu                   | Chińska Republika Ludowa     | 1:30,175 |       |
| 4.      | 2     | Hitomi Saito               | Japonia                      | 1:30,804 |       |
| 1.      | 3     | Choi Min-jeong             | Korea Południowa             | 1:30,940 | Q     |
| 2.      | 3     | Qu Chunyu                  | Chińska Republika Ludowa     | 1:31,284 | Q     |
| 3.      | 3     | Magdalena Warakomska       | Polska                       | 1:31,698 |       |
| 4.      | 3     | Lara van Ruijven           | Holandia                     | 1:31,754 |       |
| 1.      | 4     | Shim Suk-hee               | Korea Południowa             | 1:29,159 | Q     |
| 2.      | 4     | Suzanne Schulting          | Holandia                     | 1:29,377 | Q     |
| 3.      | 4     | Jekatierina Jefriemienkowa | Olimpijscy sportowcy z Rosji | 1:29,466 |       |
| 4.      | 4     | Yara van Kerkhof           | Holandia                     | 1:29,670 |       |
| 5.      | 4     | Andrea Keszler             | Węgry                        | 1:30,642 |       |

### Półfinały
- QA - awans do finału A
- QB - awans do finału B

| Miejsce | Grupa | Zawodniczka       | Reprezentacja            | Czas     | Uwagi |
| ------- | ----- | ----------------- | ------------------------ | -------- | ----- |
| 1.      | 1     | Kim Boutin        | Kanada                   | 1:29,065 | QA    |
| 2.      | 1     | Arianna Fontana   | Włochy                   | 1:29,156 | QA    |
| 3.      | 1     | Kim A-lang        | Korea Południowa         | 1:29,212 | QB    |
| -       | 1     | Valérie Maltais   | Kanada                   |          | DSQ   |
| 1.      | 2     | Suzanne Schulting | Holandia                 | 1:30,949 | QA    |
| 2.      | 2     | Shim Suk-hee      | Korea Południowa         | 1:30,974 | QA    |
| 3.      | 2     | Choi Min-jeong    | Korea Południowa         | 1:31,131 | ADV   |
| -       | 2     | Qu Chunyu         | Chińska Republika Ludowa |          | DSQ   |

### Finał

#### Finał B
Finał B nie został rozegrany, gdyż zakwalifikowała się do niego tylko Koreanka Kim A-lang.

#### Finał A
| Miejsce | Zawodniczka       | Reprezentacja    | Czas     | Uwagi |
| ------- | ----------------- | ---------------- | -------- | ----- |
| 1.      | Suzanne Schulting | Holandia         | 1:29,778 |       |
| 2.      | Kim Boutin        | Kanada           | 1:29,956 |       |
| 3.      | Arianna Fontana   | Włochy           | 1:30,656 |       |
| 4.      | Choi Min-jeong    | Korea Południowa | 1:42,434 |       |
|         | Shim Suk-hee      | Korea Południowa |          | DSQ   |